# Altbaierischer Oxenweg

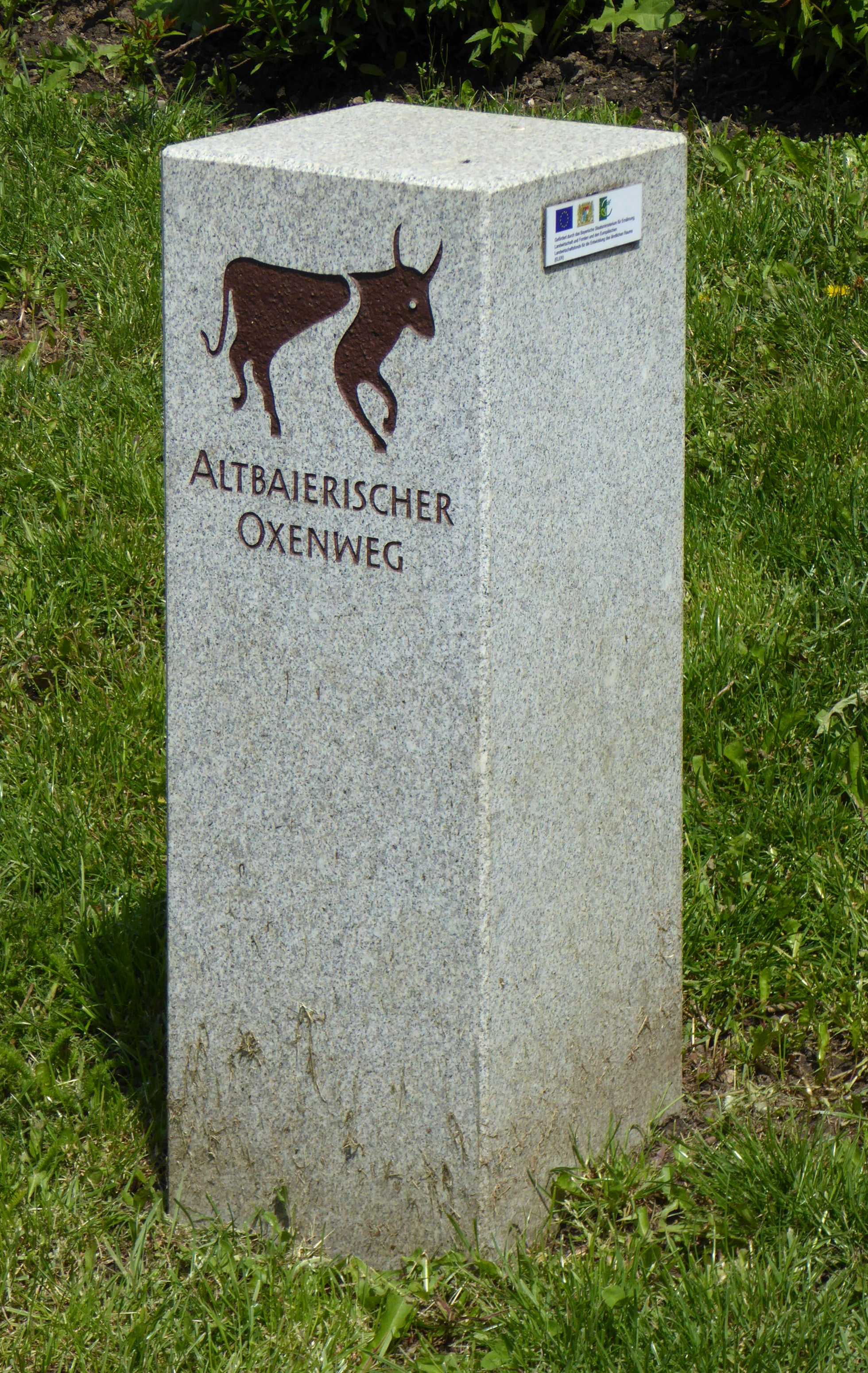
Markierungsstein des Oxenwegs

Der Altbaierische Oxenweg ist ein alter Handelsweg, auf dem im Mittelalter und in der Frühen Neuzeit jährlich Zehntausende von ungarischen Grauochsen nach Altbayern getrieben wurden.

## Begriff
Um eine Verwechslung mit dem Ochsenweg in Schleswig-Holstein und Dänemark zu vermeiden, wurde die historische Schreibweise „Ox“ bzw. „Oxenweg“ verwendet. Unter Altbayern versteht man das Gebiet, das heute Oberbayern, Niederbayern und die Oberpfalz umfasst. Den ungewöhnlichen Namen verdankt der Fernweg den Graurindern, die zwischen 1350 und 1750 über eine Strecke von mindestens 600 Kilometern aus der ungarischen Puszta bis vor die Tore Augsburgs getrieben wurden. Immer nah an den Flussläufen von Glonn, Langenpettenbach und Zeitlbach verlief die Route quer durch den Landkreis Dachau.

## Geschichte
Zwischen 1350 und 1750 wurden jedes Jahr bis zu 200.000 Ochsen aus der ungarischen Tiefebene, der so genannten Puszta, nach Mitteleuropa getrieben, um die Fleischnachfrage der Bürger wachsender süddeutscher Städte befriedigen zu können. Eines der Ziele war Augsburg als eine der damals bedeutendsten Handelsstädte Europas.
Das Fleisch ungarischer Ochsen galt in der reichen Bürgerschicht als Delikatesse und war daher teurer als einheimisches Rindfleisch.
Die Ochsen, die aus der ungarischen Tiefebene, zum Teil auch aus Transsylvanien stammten, waren bis zu 1.000 Kilometer unterwegs, bis sie ans Ziel gelangten. Ochsenherden waren mehrere Wochen unterwegs und bestanden meist aus 60 bis 200 Tieren. Die genügsamen Tiere waren selbst nach dem langen Trieb aus Ungarn noch kräftiger als einheimische Rinder. Getrieben wurden sie durch so genannte Haiducken.
Es wurde jedoch nicht nur das Fleisch der weißgrauen und großwüchsigen Steppenrinder geschätzt. Auch Knochen, Hörner und Häute wurden zu wichtigen Konsumgütern weiterverarbeitet. Daneben wurden die widerstandsfähigen ungarischen Ochsen auch im Ackerbau eingesetzt, weil manche dieser Grauochsen bis zu zweimal so viel Kraft am Pflug entwickelten wie einheimische Rinder.
Hauptumschlagsplatz für Ochsen aus Ungarn war Wien. Die Triebwege nach Süddeutschland verliefen zunächst an der Donau entlang zur Grenzstadt Schärding. Von dort aus führten die Wege in unterschiedlichen Routen in verschiedene bayerische Städte. In die bedeutende Handelsstadt Augsburg führten zwei Wege: einer über das Dachauer Land, ein zweiter über das Schrobenhausener Land.

## Touristische Erschließung

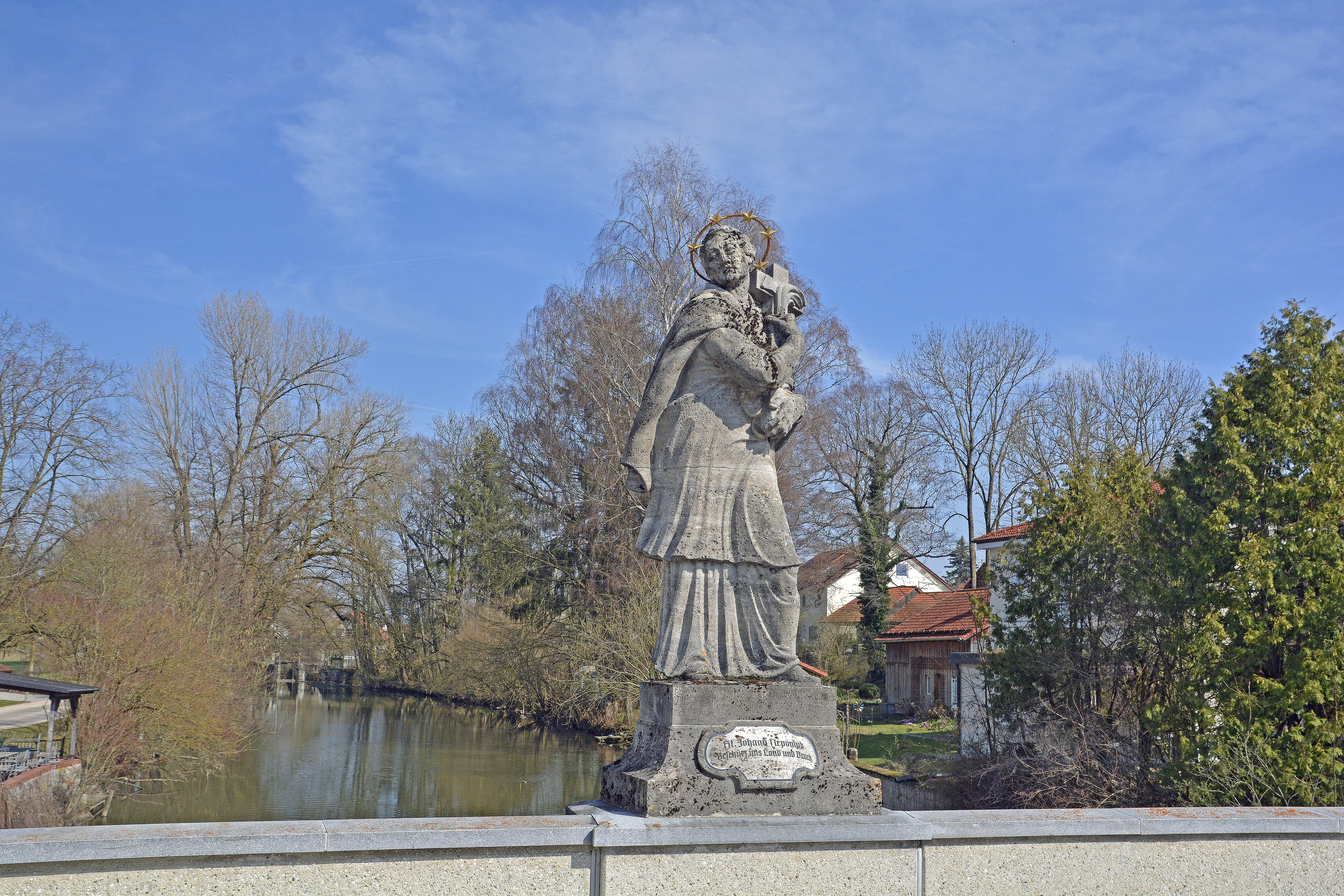
Ausgangspunkt im Osten: St. Nepomuk auf der Glonnbrücke in Hohenkammer

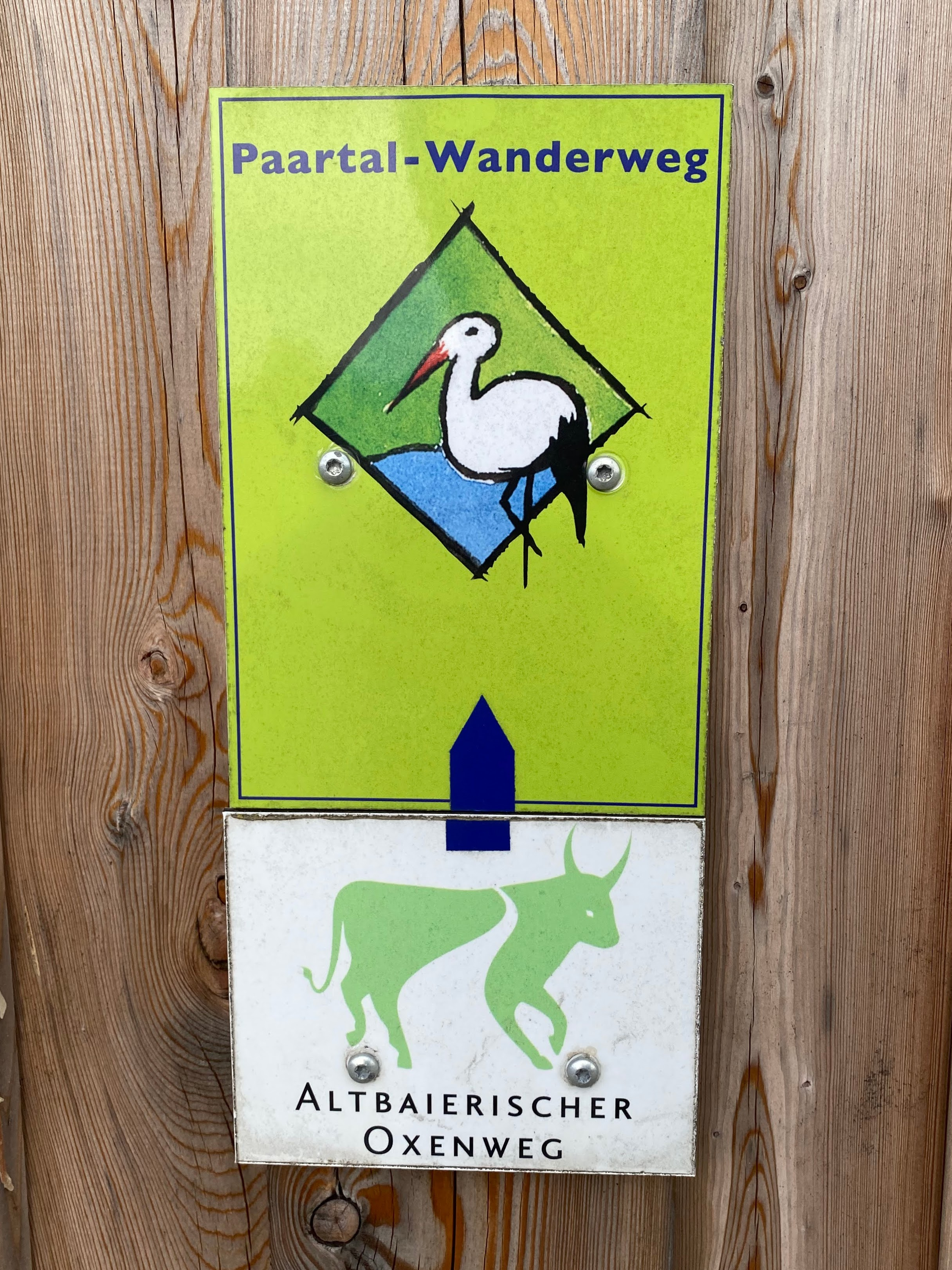
Beschilderung des Radwegs in Kühbach im Landkreis Aichach-Friedberg

Seit 2004 ist das Wittelsbacher Land dabei, einen Teil des alten Triebwegs touristisch zu erschließen: Rad- und Wanderwege wurden ausgeschildert, Ochsenfeste und Ochsenrennen runden die Aktivitäten um den Altbaierischen Oxenweg ab. Das Wittelsbacher Land hat auch die Initiative ergriffen, diesen alten Kultur- und Handelsweg auf europäischer Ebene wiederzubeleben.
Im Dachauer Land verläuft der ausgeschilderte und über 42 km nahezu steigungsfreie Weg in Ost-West-Richtung wie folgt: Hohenkammer (heute Landkreis Freising), Petershausen, Weichs, Markt Indersdorf, Wagenried, Altomünster, Unterzeitlbach, Oberzeitlbach und Tödtenried. Ab der westlichen Landkreisgrenze führt der Weg auf ca. 19 km Strecke über Adelzhausen, Tattenhausen und Harthausen nach Friedberg und von dort aus mit einem Abstecher über St. Afra weiter bis Augsburg. In Pasenbach bei Vierkirchen gibt es eine kleine Schleife des Weges. Die in der dortigen Kirche St. Leonart ausgestellten Bronzefiguren, die Ochsen mit markanten Hörnern darstellen, sind vermutlich Gaben der ungarischen Viehtreiber (Hajduken).
Im Jahr 2009 beschlossen drei LEADER-Aktionsgruppen aus Deutschland, vier aus Österreich und drei aus Ungarn die grenzüberschreitende Zusammenarbeit. Weitere Gruppen aus der Slowakei und Rumänien haben Interesse angemeldet. Ein Hauptziel des Projekts besteht in der möglichst lückenlosen Erschließung dieses alten Triebwegs. Im November 2009 wurde das Projekt in Brüssel als „Best Practice Project“ ausgezeichnet und der Europäischen Kommission vorgestellt.

## Graurindherden in Ungarn der Gegenwart
Nachdem die ungarischen Graurinder lange Zeit vom Aussterben bedroht waren, leben heute wieder ca. 25.000 Tiere im Nationalpark Hortobágy und Körös-Maros.